# Glaucopsyche antolinezi
Glaucopsyche antolinezi är en fjärilsart som beskrevs av Ramon Agenjo Cecilia 1967. Glaucopsyche antolinezi ingår i släktet Glaucopsyche och familjen juvelvingar. Inga underarter finns listade i Catalogue of Life.